# Erste Bank
Erste Bank (Erste Bank der oesterreichischen Sparkassen AG) – bank w Austrii.
Erste jest spółką akcyjną, która w 1993 r. stała się następcą prawnym kasy oszczędnościowej utworzonej w Wiedniu w 1819 r. pod nazwą „Erste österreichische Spar-Casse”. W latach osiemdziesiątych, a w szczególności od 1990 r., spółka poszerzyła swoją działalność, wychodząc poza granice swojego pierwotnego rynku.
Początkowo spółka działała pod nazwą „Die Erste Österreichische Spar-Casse-Bank AG”. W maju 1997 r. odkupiła ona 53% akcji GiroCredit Bank der österreichischen Sparkassen AG, który pełnił rolę spółki dominującej dla kas oszczędnościowych.
GiroCredit i Erste zostały połączone i nastąpiła zmiana nazwy z Erste na „Erste Bank der österreichischen Sparkassen AG”. Po połączeniu w październiku 1997 r., Erste przejął rolę spółki dominującej dla około 70 kas oszczędnościowych istniejących w tym okresie w Austrii.